# Гидрид трибутилолова
Гидрид трибутилолова — оловоорганическое соединение состава (C4H9)3SnH, бесцветная жидкость. Применяется в органическом синтезе в качестве радикального реагента и восстановителя.

## Получение
Гидрид трибутилолова может быть получен восстановлением оксида трибутилолова под действием гидросилоксана. Также реагент можно синтезировать in situ действием боргидрида натрия или триэтилсилана на хлорид трибутилолова.
n (Bu3Sn)2O + 2n (MeSiOH) → 2n Bu3SnH + 2 [(MeSiO1,5]n
Основной примесью в реагенте является оксид трибутилолова (Bu3Sn)2O, появляющийся в результате окисления. Определить чистоту реагента можно волюмометрически с использованием дихлоруксусной кислоты или методом инфракрасной спектроскопии.

## Физические свойства
Гидрид трибутилолова хорошо растворим во всех органических растворителях.

## Применение в органическом синтезе
Гидрид трибутилолова используется в органическом синтезе как радикальный реагент, источник радикалов Bu3Sn·. Связь Sn–H в этом соединении носит ковалентный характер и может быть легко разрушена гомолитически при нагревании или освещении. В качестве радикального инициатора можно использовать азобисизобутиронитрил (AIBN). Радикалы, получаемые из гидрида трибутилолова, далее могут вступать в следующие реакции:
- отщепления атомов или групп атомов;
- присоединения к кратным связям;
- гомолитические реакции замещения[2].

Одним из наиболее распространённых применений гидрида трибутилолова в органическом синтезе является замещение галогенов (кроме фтора) на водород.

## Хранение и использование
Гидрид трибутилолова является ирритантом. Также соединения олова токсичны, и с ними следует работать с осторожностью и под тягой. Реагент необходимо хранить в бутылках из тёмного стекла, не допуская контакта со светом и воздухом. При хранении в сосуде может создаваться избыточное давление.